# 歌ものがたり〜時代の歌謡曲〜
『歌ものがたり〜時代の歌謡曲〜』（うたものがたり じだいのかようきょく）は、ポニーキャニオンが企画・制作、ショップ・マニフィカ（東京テレビランド）が販売する通販専用CDボックスである。

## 概要
- 1970年代後半から1980年代中心に、日本の歌謡曲・ニューミュージックのヒット曲を厳選した豪華アーティスト満載のコンピレーションCDアルバムである。
- CD5枚組で、収録曲は全90曲である。

## 収録曲

### DISC-1：ユニバーサルミュージック
| 曲順 | タイトル                 | アーティスト                  | 発売年月日     | レコード・レーベル       | タイアップ                                                       |
| ---- | ------------------------ | ----------------------------- | -------------- | ------------------------ | ---------------------------------------------------------------- |
| 1    | 時の流れに身をまかせ     | テレサ・テン                  | 1986年2月21日  | ユニバーサルミュージック | -                                                                |
| 2    | つぐない                 | テレサ・テン                  | 1984年1月21日  | ユニバーサルミュージック | -                                                                |
| 3    | シルエット・ロマンス     | 大橋純子                      | 1981年11月25日 | ユニバーサルミュージック | -                                                                |
| 4    | 飛んでイスタンブール     | 庄野真代                      | 1978年4月1日   | 日本コロムビア           | -                                                                |
| 5    | ダンシング・オールナイト | もんた&ブラザーズ             | 1980年4月25日  | ユニバーサルミュージック | -                                                                |
| 6    | 別れても好きな人         | ロス・インディオス&シルヴィア | 1979年9月21日  | ユニバーサルミュージック | -                                                                |
| 7    | 氷雨                     | 佳山明生                      | 1977年12月1日  | 日本コロムビア           | -                                                                |
| 8    | 熱き心に                 | 小林旭                        | 1985年11月20日 | ユニバーサルミュージック | AGF「MAXIM」CMソング                                             |
| 9    | 男と女のはしご酒         | 武田鉄矢、芦川よしみ          | 1987年11月11日 | ユニバーサルミュージック | 武田薬品「タケダ胃腸薬21」CMソング                               |
| 10   | 時には娼婦のように       | 黒沢年男                      | 1978年2月10日  | 日本コロムビア           | -                                                                |
| 11   | 愛の水中花               | 松坂慶子                      | 1979年7月1日   | 日本コロムビア           | TBS系木曜座『水中花』主題歌                                      |
| 12   | 想い出ぼろぼろ           | 内藤やす子                    | 1976年9月1日   | 日本コロムビア           | -                                                                |
| 13   | アマン                   | 菅原洋一&シルヴィア           | 1982年10月     | ユニバーサルミュージック | -                                                                |
| 14   | 私鉄沿線                 | 野口五郎                      | 1975年1月21日  | ユニバーサルミュージック | -                                                                |
| 15   | ラヴ・イズ・オーヴァー   | 欧陽菲菲                      | 1983年4月5日   | ユニバーサルミュージック | -                                                                |
| 16   | 恋人も濡れる街角         | 中村雅俊                      | 1982年9月1日   | 日本コロムビア           | 角川春樹事務所製作・松竹配給映画『蒲田行進曲』エンディングテーマ |
| 17   | 空港                     | テレサ・テン                  | 1974年7月1日   | ユニバーサルミュージック | -                                                                |
| 18   | 喝采                     | ちあきなおみ                  | 1972年9月10日  | 日本コロムビア           | -                                                                |

### DISC-2：ポニーキャニオン
| 曲順 | タイトル               | アーティスト                | 発売年月日     | レコード・レーベル                                                  | タイアップ                                                   |
| ---- | ---------------------- | --------------------------- | -------------- | ------------------------------------------------------------------- | ------------------------------------------------------------ |
| 1    | 星降る街角             | 敏いとうとハッピー&ブルー   | 1981年2月21日  | ポニーキャニオン                                                    | -                                                            |
| 2    | メモリーグラス         | 堀江淳                      | 1981年4月2日   | ソニー・ミュージックエンタテインメント ソニー・ミュージックレコーズ | -                                                            |
| 3    | 居酒屋                 | 木の実ナナ&五木ひろし       | 1982年10月25日 | 徳間ジャパンコミュニケーションズ                                    | -                                                            |
| 4    | 愛しき日々             | 堀内孝雄                    | 1986年10月25日 | アップフロントワークス                                              | 日本テレビ系年末時代劇スペシャル『白虎隊』主題歌             |
| 5    | 夏をあきらめて         | 研ナオコ                    | 1982年9月5日   | ポニーキャニオン                                                    | -                                                            |
| 6    | 東京ららばい           | 中原理恵                    | 1978年3月21日  | ソニー・ミュージックエンタテインメント ソニー・ミュージックレコーズ | -                                                            |
| 7    | まちぶせ               | 三木聖子                    | 1976年6月25日  | ポニーキャニオン                                                    | -                                                            |
| 8    | 初恋                   | 村下孝蔵                    | 1983年2月25日  | ソニー・ミュージックエンタテインメント ソニー・ミュージックレコーズ | -                                                            |
| 9    | 想い出まくら           | 小坂恭子                    | 1975年5月25日  | ヤマハ音楽振興会                                                    | -                                                            |
| 10   | 今夜は離さない         | 橋幸夫、安倍里葎子          | 1983年7月21日  | ビクターエンタテインメント                                          | -                                                            |
| 11   | 狙いうち               | 山本リンダ                  | 1973年2月25日  | ポニーキャニオン                                                    | -                                                            |
| 12   | 男と女のラブゲーム     | 日野美歌、葵司郎            | 1986年12月21日 | 徳間ジャパンコミュニケーションズ                                    | -                                                            |
| 13   | 夏ざかりほの字組       | Toshi&Naoko                 | 1985年7月21日  | ポニーキャニオン                                                    | -                                                            |
| 14   | 気絶するほど悩ましい   | Char                        | 1977年6月25日  | ポニーキャニオン                                                    | -                                                            |
| 15   | 雨に泣いてる           | 柳ジョージ&レイニー・ウッド | 1978年10月21日 | 徳間ジャパンコミュニケーションズ                                    | -                                                            |
| 16   | ダンスはうまく踊れない | 高樹澪                      | 1982年7月21日  | ポニーキャニオン                                                    | -                                                            |
| 17   | 心凍らせて             | 高山厳                      | 1974年7月1日   | アップフロントワークス                                              | よみうりテレビ・日本テレビ系朝の連続ドラマ『珠玉の女』主題歌 |
| 18   | 昴-すばる-             | 谷村新司                    | 1980年4月1日   | ポリスター                                                          | -                                                            |

### DISC-3：渡辺音楽出版
| 曲順 | タイトル                       | アーティスト | 発売年月日     | レコード・レーベル                                      | タイアップ                              |
| ---- | ------------------------------ | ------------ | -------------- | ------------------------------------------------------- | --------------------------------------- |
| 1    | 六本木心中                     | アン・ルイス | 1984年10月5日  | 渡辺音楽出版 ビクターエンタテインメント                 | 合同酒精「ワリッカハイボール」CMソング  |
| 2    | 私のハートはストップモーション | 桑江知子     | 1979年2月1日   | 渡辺音楽出版                                            | ポーラ化粧品'79春のキャンペーンソング   |
| 3    | 勝手にしやがれ                 | 沢田研二     | 1977年5月21日  | 渡辺音楽出版 ユニバーサルミュージック                   | -                                       |
| 4    | 赤道小町ドキッ                 | 山下久美子   | 1982年4月1日   | 渡辺音楽出版 日本コロムビア                             | カネボウ'82夏のキャンペーンソング       |
| 5    | メランコリー                   | 梓みちよ     | 1976年9月21日  | 渡辺音楽出版 キングレコード                             | -                                       |
| 6    | お久しぶりね                   | 小柳ルミ子   | 1983年7月21日  | 渡辺音楽出版                                            | -                                       |
| 7    | あなただけを                   | あおい輝彦   | 1976年6月25日  | バーニング・パブリッシャーズ テイチクエンタテインメント | -                                       |
| 8    | 雨の御堂筋                     | 欧陽菲菲     | 1971年9月5日   | 渡辺音楽出版 東芝EMI                                    | -                                       |
| 9    | 経験                           | 辺見マリ     | 1970年4月10日  | 渡辺音楽出版 日本コロムビア                             | -                                       |
| 10   | 愛するってこわい               | じゅん&ネネ  | 1968年7月1日   | 渡辺音楽出版 キングレコード                             | -                                       |
| 11   | バス・ストップ                 | 平浩二       | 1972年9月1日   | 渡辺音楽出版 テイチクエンタテインメント                 | -                                       |
| 12   | 終着駅                         | 奥村チヨ     | 1971年12月20日 | 渡辺音楽出版 東芝EMI                                    | -                                       |
| 13   | 折鶴                           | 千葉紘子     | 1972年8月25日  | 渡辺音楽出版 キングレコード                             | -                                       |
| 14   | そんなヒロシに騙されて         | 高田みづえ   | 1983年8月21日  | バーニング・パブリッシャーズ テイチクエンタテインメント | -                                       |
| 15   | 時の過ぎゆくままに             | 沢田研二     | 1975年8月21日  | 渡辺音楽出版 ユニバーサルミュージック                   | TBS系ドラマ『悪魔のようなあいつ』主題歌 |
| 16   | ふりむけばヨコハマ             | マルシア     | 1989年1月21日  | 渡辺音楽出版 日本コロムビア                             | -                                       |
| 17   | あゝ無情                       | アン・ルイス | 1986年4月21日  | 渡辺音楽出版 ビクターエンタテインメント                 | -                                       |
| 18   | そっとおやすみ                 | 布施明       | 1970年7月1日   | 渡辺音楽出版 キングレコード                             | -                                       |

### DISC-4：ポニーキャニオン
| 曲順 | タイトル               | アーティスト              | 発売年月日     | レコード・レーベル                                                  | タイアップ |
| ---- | ---------------------- | ------------------------- | -------------- | ------------------------------------------------------------------- | ---------- |
| 1    | 魅せられて             | ジュディ・オング          | 1979年2月25日  | ソニー・ミュージックエンタテインメント ソニー・ミュージックレコーズ | -          |
| 2    | 異邦人                 | 久保田早紀                | 1979年10月1日  | ソニー・ミュージックエンタテインメント ソニー・ミュージックレコーズ | -          |
| 3    | どうにもとまらない     | 山本リンダ                | 1972年6月5日   | ポニーキャニオン                                                    | -          |
| 4    | 他人の関係             | 金井克子                  | 1973年3月21日  | ソニー・ミュージックエンタテインメント ソニー・ミュージックレコーズ | -          |
| 5    | 絹の靴下               | 夏木マリ                  | 1973年6月5日   | キングレコード                                                      | -          |
| 6    | みずいろの手紙         | あべ静江                  | 1973年9月20日  | ポニーキャニオン                                                    | -          |
| 7    | 恋の綱わたり           | 中村晃子                  | 1980年6月5日   | キングレコード                                                      | -          |
| 8    | うそ                   | 中条きよし                | 1974年1月25日  | ポニーキャニオン                                                    | -          |
| 9    | 大阪ラプソディー       | 海原千里・万里            | 1976年2月25日  | ビクターエンタテインメント                                          | -          |
| 10   | 昨日の女               | 湯原昌幸                  | 1975年2月      | ポニーキャニオン                                                    | -          |
| 11   | よせばいいのに         | 敏いとうとハッピー&ブルー | 1979年6月21日  | ポニーキャニオン                                                    | -          |
| 12   | ホテル                 | 島津ゆたか                | 1985年2月5日   | キングレコード                                                      | -          |
| 13   | ワインカラーのときめき | 新井満                    | 1977年8月5日   | キングレコード                                                      | -          |
| 14   | 六本木レイン           | 研ナオコ                  | 1985年5月21日  | ポニーキャニオン                                                    | -          |
| 15   | 夢芝居                 | 梅沢富美男                | 1982年11月21日 | キングレコード                                                      | -          |
| 16   | 舟唄                   | 八代亜紀                  | 1979年5月25日  | テイチクエンタテインメント                                          | -          |
| 17   | 愛人                   | テレサ・テン              | 1985年2月21日  | ユニバーサルミュージック                                            | -          |
| 18   | 恋                     | 松山千春                  | 1980年1月21日  | ポニーキャニオン                                                    | -          |

### DISC-5：ワーナーミュージック・ジャパン
| 曲順 | タイトル                          | アーティスト               | 発売年月日     | レコード・レーベル                                | タイアップ |
| ---- | --------------------------------- | -------------------------- | -------------- | ------------------------------------------------- | ---------- |
| 1    | 飾りじゃないのよ涙は              | 中森明菜                   | 1984年11月14日 | ワーナーミュージック・ジャパン                    | -          |
| 2    | ダンシング・ヒーロー (Eat You Up) | 荻野目洋子                 | 1985年11月21日 | ビクターエンタテインメント ヴィジョンファクトリー | -          |
| 3    | もしかしてPARTII                  | 小林幸子、美樹克彦         | 1984年7月10日  | ワーナーミュージック・ジャパン                    | -          |
| 4    | あずさ2号                         | 狩人                       | 1977年3月25日  | ワーナーミュージック・ジャパン                    | -          |
| 5    | DESIRE -情熱-                     | 中森明菜                   | 1986年2月3日   | ワーナーミュージック・ジャパン                    | -          |
| 6    | 翼の折れたエンジェル              | 中村あゆみ                 | 1985年4月21日  | ワーナーミュージック・ジャパン                    | -          |
| 7    | セクシャルバイオレットNo.1        | 桑名正博                   | 1979年7月21日  | BMG JAPAN                                         | -          |
| 8    | 別れの朝                          | ペドロ&カプリシャス        | 1971年10月25日 | ワーナーミュージック・ジャパン                    | -          |
| 9    | 北国行きで                        | 朱里エイコ                 | 1972年1月25日  | ワーナーミュージック・ジャパン                    | -          |
| 10   | 泣かないで                        | 舘ひろし                   | 1984年8月1日   | BMG JAPAN                                         | -          |
| 11   | 3年目の浮気                       | ヒロシ&キーボー            | 1982年8月21日  | BMG JAPAN                                         | -          |
| 12   | 東京砂漠                          | 内山田洋とクール・ファイブ | 1976年5月10日  | BMG JAPAN                                         | -          |
| 13   | 雨の西麻布                        | とんねるず                 | 1985年9月5日   | ビクターエンタテインメント                        | -          |
| 14   | 聖母たちのララバイ                | 岩崎宏美                   | 1982年5月21日  | ビクターエンタテインメント                        | -          |
| 15   | サチコ                            | ニック・ニューサー         | 1981年6月21日  | BMG JAPAN                                         | -          |
| 16   | 恋におちて -Fall in love-         | 小林明子                   | 1985年8月31日  | BMG JAPAN                                         | -          |
| 17   | 冬のリヴィエラ                    | 森進一                     | 1982年11月21日 | ビクターエンタテインメント                        | -          |
| 18   | あの鐘を鳴らすのはあなた          | 和田アキ子                 | 1972年3月25日  | ホリプロ テイチクエンタテインメント               | -          |

### 商品
- 青春の時代
- あの時代にかえりたい
- ユア・リクエスト
- My idol〜青春play back〜
- 魅惑のムード歌謡デラックス
- 演歌夢劇場
- 黄金の歌謡曲

### 取扱で商品される番組
- てれとshop（テレビ東京）
- saQwa サクワスタイル（デジタルダイレクト）
- ワールドコレクションゴールド（毎日放送）